# Distretto di Bùrėntogtoh
Il distretto di Bùrėntogtoh è uno dei ventitré distretti (sum) in cui è suddivisa la provincia del Hôvsgôl, in Mongolia. Conta una popolazione di 4.245 abitanti (censimento 2009).